# Heide-Feldwespe
Die Heide-Feldwespe (Polistes nimpha) ist ein Hautflügler aus der Familie der Faltenwespen (Vespidae).

## Merkmale
Die Königin erreicht eine Körperlänge von bis zu 16 mm, eine Arbeiterin bis zu 14 mm und ein Drohn bis zu 15 mm.

## Vorkommen
Die Tiere kommen von Süd- über Mitteleuropa östlich bis nach Zentralasien vor. Ihre Verbreitung erstreckt sich im Norden etwa auf Höhe von Brandenburg. Man findet die Art bevorzugt an trocken-warmen Standorten auf Trockenrasen und Heiden, im Süden findet man sie auch in Röhricht. Die Flugzeit ist von Mai bis September.

## Lebensweise
Das Nest wird in der Regel 5 bis 30 Zentimeter über dem Boden an Pflanzenstängeln gebaut. Es besteht aus mehr als 100 Zellen und erreicht eine Größe von etwa 11 × 5 Zentimetern. Es kommt vor, dass Nester auch polygyn gegründet werden. Die Drohnen besitzen ein Territorialverhalten und verteidigen zur Paarungszeit einzelne Bereiche etwa auf Sträuchern gegenüber anderen Männchen. Weibchen werden durch Pheromone angelockt, die mit dem Hinterleib auf Blätter aufgetragen werden.

## Krankheiten und Parasiten
Die Heide-Feldwespe kann von parasitoiden Fächerflüglern der Art Xenos vesparum befallen werden.